# عبدالله بوتیمار
عبدالله بوتیمار (زادهٔ ۱۳۱۲، بادکوبه –درگذشتهٔ ۲۸ دی ۱۳۹۰، تهران) بازیگر سینما و دوبلور ایرانی بود.

## زندگی‌نامه
بوتیمار در ۹ خرداد ۱۳۱۲ در شهر بادکوبه متولد گردید و در سال ۱۳۱۵ به ایران مهاجرت کرد. وی فعالیت هنری خود را در سال ۱۳۳۰ در «تئاتر پارس» به همراه افرادی همچون منوچهر قاسمی و کامل حلمی آغاز کرد و سپس به صورت تدریجی روی به بازی در سینما آورد و با بازی در فیلم «یک قدم تا مرگ» ساختهٔ ساموئل خاچیکیان در نخستین نقش سینمایی خود ظاهر شد. بوتیمار در ۴۹ فیلم به ایفای نقش پرداخت و در سال ۱۳۳۸ کار خود را در عرصهٔ دوبله آغاز کرد. از جمله بازیگرانی که او دوبله کرده می‌توان به برت لنکستر و گریگوری پک اشاره کرد.
او در سال ۱۳۶۰ ایران را ترک کرد و به آلمان مهاجرت کرد. در آنجا نیز پس از مدتی دوبله را ادامه داد.
در سال ۱۳۸۹ بوتیمار به ایران بازگشت و آخرین روزهای زندگی خود را در کنار دوستان قدیمی خودایرج ایقانی و آرمن مگردیچیان گذراند.

## درگذشت
عبدالله بوتیمار در بیست و هشتم دی ۱۳۹۰ درگذشت و در قطعه هنرمندان بهشت زهرا به خاک سپرده شد.

## فیلم‌شناسی
| سال  | نام فیلم                  |
| ---- | ------------------------- |
| ۱۳۵۶ | واسطه‌ها                   |
| ۱۳۵۴ | اضطراب                    |
| ۱۳۵۴ | زیبای پررو                |
| ۱۳۵۴ | هیچکی بابا نمیشه          |
| ۱۳۵۳ | کوثر                      |
| ۱۳۵۳ | موسرخه                    |
| ۱۳۵۳ | نبرد عقاب‌ها               |
| ۱۳۵۲ | خیالاتی                   |
| ۱۳۵۲ | شلاق                      |
| ۱۳۵۲ | طاهر                      |
| ۱۳۵۲ | گریز از مرگ               |
| ۱۳۵۲ | مردها و نامردها           |
| ۱۳۵۲ | هفت دلاور                 |
| ۱۳۵۱ | فرار از زندگی             |
| ۱۳۵۱ | ضعیفه                     |
| ۱۳۵۱ | میخک سفید                 |
| ۱۳۴۹ | ارادتمند شما عزرائیل      |
| ۱۳۴۹ | بارگاه شیطان              |
| ۱۳۴۹ | شب اعلام                  |
| ۱۳۴۹ | قصه شب یلدا               |
| ۱۳۴۹ | مردی از جنوب شهر          |
| ۱۳۴۸ | قلب‌های طلایی              |
| ۱۳۴۸ | ملعون (در کشور لبنان)     |
| ۱۳۴۷ | بازی شانس (در کشور لبنان) |
| ۱۳۴۷ | چاکر شما کوچولو           |
| ۱۳۴۷ | دزد سیاهپوش               |
| ۱۳۴۷ | سر سخت                    |
| ۱۳۴۷ | سنگ صبور                  |
| ۱۳۴۷ | لوطی قرن بیستم            |
| ۱۳۴۶ | دنیای قهرمانان            |
| ۱۳۴۶ | سرنوشت                    |
| ۱۳۴۶ | فردای باشکوه              |
| ۱۳۴۶ | مرد دو چهره               |
| ۱۳۴۶ | مردی از اصفهان            |
| ۱۳۴۶ | هفت شهر عشق               |
| ۱۳۴۵ | بی عشق هرگز               |
| ۱۳۴۵ | مرد سرگردان               |
| ۱۳۴۵ | عصیان                     |
| ۱۳۴۵ | مأمور ۱۱۴                 |
| ۱۳۴۴ | خروس جنگی                 |
| ۱۳۴۴ | دنیای پول                 |
| ۱۳۴۴ | زن و عروسک‌هایش            |
| ۱۳۴۴ | سرسام                     |
| ۱۳۴۳ | شیطان در می‌زند            |
| ۱۳۴۳ | ضربت                      |
| ۱۳۴۲ | جاده مرگ                  |
| ۱۳۴۱ | دلهره                     |
| ۱۳۴۱ | ساحل دور نیست             |
| ۱۳۴۰ | یک قدم تا مرگ             |